# Região Geográfica Imediata de Governador Nunes Freire
A Região Geográfica Imediata de Governador Nunes Freire é uma das 22 regiões imediatas do estado brasileiro do Maranhão, uma das 4 regiões imediatas que compõem a Região Geográfica Intermediária de Santa Inês-Bacabal e uma das 509 regiões imediatas no Brasil, criadas pelo IBGE em 2017. É composta de 14 municípios, na região do rio Gurupi e parte das Reentrâncias Maranhenses.

## Municípios
| Região geográfica imediata | Código | Municípios              |
| -------------------------- | ------ | ----------------------- |
| Governador Nunes Freire    | 210011 | Amapá do Maranhão       |
| Governador Nunes Freire    | 210011 | Boa Vista do Gurupi     |
| Governador Nunes Freire    | 210011 | Cândido Mendes          |
| Governador Nunes Freire    | 210011 | Carutapera              |
| Governador Nunes Freire    | 210011 | Centro do Guilherme     |
| Governador Nunes Freire    | 210011 | Centro Novo do Maranhão |
| Governador Nunes Freire    | 210011 | Godofredo Viana         |
| Governador Nunes Freire    | 210011 | Governador Nunes Freire |
| Governador Nunes Freire    | 210011 | Junco do Maranhão       |
| Governador Nunes Freire    | 210011 | Luís Domingues          |
| Governador Nunes Freire    | 210011 | Maracaçumé              |
| Governador Nunes Freire    | 210011 | Maranhãozinho           |
| Governador Nunes Freire    | 210011 | Presidente Médici       |
| Governador Nunes Freire    | 210011 | Santa Luzia do Paruá    |